# (36599) 2000 QB138
2000 QB138 (asteroide 36599) é um asteroide da cintura principal. Possui uma excentricidade de 0.11078220 e uma inclinação de 6.88084º.
Este asteroide foi descoberto no dia 31 de agosto de 2000 por LINEAR em Socorro.